# 福島県立修明高等学校
福島県立修明高等学校（ふくしまけんりつ しゅうめいこうとうがっこう）は、福島県東白川郡棚倉町に所在している県立高等学校。

## 概要
棚倉町内にあった福島県立東白川農商高等学校と福島県立棚倉高等学校が統合されて開校した。

## 設置学科
- 全日制課程　
  - 文理科
  - 生産流通科
  - 食品科学科
  - 地域資源科
  - 経営ビジネス科
  - 情報マネジメント科
  - 情報ビジネス科
  - 文理探究科

## 沿革
- 2009年 - 福島県立東白川農商高等学校と福島県立棚倉高等学校が統合し、福島県立修明高等学校が設置される。設置場所は旧東白川農商高等学校跡地である。
- 2017年2月24日 - 生徒が職員に金づちで殴りかかり、刃物で切りつける事件が発生[2]。
- 2022年 - 白河実業高農業科を統合し、県南地区の農業科を本校に集約させる予定。
- 2023年 - 新たに新学科地域資源科が設置された。

## 部活動
- 体育部　　　
  - 野球（男）、バレーボール（男女）、バスケットボール（男女）、ソフトボール、ソフトテニス（男女）、卓球（男女）、陸上競技、柔道、自転車競技、ホッケー（男女）、バドミントン（男女）
- 文化部　 　
  - 吹奏楽、科学、商業、情報処理、茶道・華道、コーラス
- 愛好会
  - ボランティア、美術

## 交通
- JR水郡線中豊駅下車
- JR東北本線白河駅・新白河駅よりJRバス関東白棚線利用東中居バス停下車
- 白河駅・東舘駅方面より福島交通「棚倉下町」バス停下車